# لوچا
لوچا (به لاتین: Leuchovia) یک شهرک با جمعیت ۱۴٬۷۳۱ نفر که در Levoča District، اسلواکی واقع شده‌است.